# Kōriyama
Pour les articles homonymes, voir Kōriyama (homonymie).
Kōriyama (郡山市, Kōriyama-shi) est une ville située dans la préfecture de Fukushima au Japon.

## Géographie

### Situation
Kōriyama est située au centre de la préfecture de Fukushima, au sud du mont Adatara. Elle est traversée par le fleuve Abukuma. Le lac Inawashiro se trouve à l'ouest de la ville.

### Démographie
Au 1er mars 2019, la population de Kōriyama était de 332 448 habitants, répartis sur une superficie de 757,20 km2. C'est la 2e conurbation la plus peuplée de la région de Tōhoku après Sendai.

### Climat
| Mois                                             | jan.      | fév.       | mars       | avril     | mai       | juin      | jui.     | août      | sep.      | oct.      | nov.      | déc.       | année      |
| ------------------------------------------------ | --------- | ---------- | ---------- | --------- | --------- | --------- | -------- | --------- | --------- | --------- | --------- | ---------- | ---------- |
| Température minimale moyenne (°C)                | −2,5      | −2,3       | 0,1        | 5         | 11,1      | 15,9      | 19,9     | 20,7      | 16,5      | 10,1      | 3,8       | −0,4       | 8,2        |
| Température moyenne (°C)                         | 0,9       | 1,4        | 4,6        | 10,5      | 16,2      | 20        | 23,5     | 24,5      | 20,4      | 14,5      | 8,6       | 3,4        | 12,4       |
| Température maximale moyenne (°C)                | 4,5       | 5,5        | 9,5        | 16,1      | 21,6      | 24,8      | 28       | 29,4      | 25,2      | 19,4      | 13,5      | 7,5        | 17,1       |
| Record de froid (°C) date du record              | −12 2012  | −12,5 2012 | −12,8 1984 | −4,4 1981 | 1,5 1983  | 7,8 2011  | 8,8 1976 | 12 1980   | 5,4 2001  | −1 1983   | −5,8 2017 | −11,1 1976 | −12,8 1984 |
| Record de chaleur (°C) date du record            | 14,5 1988 | 18,6 2004  | 23,1 2018  | 29,5 1998 | 34,2 2019 | 34,8 1987 | 36 2018  | 36,2 2020 | 34,1 2010 | 29,5 2019 | 23,8 1977 | 18,7 2018  | 36,2 2020  |
| Ensoleillement (h)                               | 128,8     | 140        | 170,9      | 181,6     | 195,7     | 148,9     | 138,2    | 164,3     | 125,9     | 133       | 129,2     | 124,6      | 1 781,1    |
| Précipitations (mm)                              | 40,9      | 27,6       | 66,1       | 75,4      | 92,2      | 120,6     | 191,2    | 144,4     | 162,7     | 126,5     | 57,8      | 38,1       | 1 143,3    |
| Nombre de jours avec précipitations              | 7,3       | 5,7        | 9,1        | 9         | 9,7       | 11,4      | 14       | 11,3      | 11,3      | 8,9       | 6,9       | 7,3        | 111,8      |
| dont nombre de jours avec précipitations ≥ 10 mm | 1,2       | 0,9        | 2,3        | 2,7       | 3         | 4,2       | 5,8      | 4,3       | 5         | 3,5       | 2,2       | 1          | 36         |

| Diagramme climatique                                  |             |            |           |              |               |             |               |               |               |             |             |
| J                                                     | F           | M          | A         | M            | J             | J           | A             | S             | O             | N           | D           |
| 4,5−2,540,9                                           | 5,5−2,327,6 | 9,50,166,1 | 16,1575,4 | 21,611,192,2 | 24,815,9120,6 | 2819,9191,2 | 29,420,7144,4 | 25,216,5162,7 | 19,410,1126,5 | 13,53,857,8 | 7,5−0,438,1 |
| Moyennes : • Temp. maxi et mini °C • Précipitation mm |             |            |           |              |               |             |               |               |               |             |             |

## Histoire
Kōriyama s'est développée à l'époque d'Edo comme shukuba (relais) sur le Sendaidō. Le bourg de Kōriyama est officiellement créé le 1er avril 1889 et devient une ville le 1er septembre 1924. Depuis 1997, Kōriyama est considérée comme une ville noyau du Japon.
En août 1974 a eu lieu le Kōriyama One Step Pop Festival. Yoko Ono, alors séparée de John Lennon, retourne au Japon après plus de dix ans d'absence, à l'occasion d'un concert donné lors de ce festival.
Le 30 avril 2011 une contamination anormale par le césium 137 (334 000 Bq/kg) est détectée dans une usine de traitement des eaux usées de la ville, à soixante kilomètres à l'ouest des centrales nucléaires accidentées de Fukushima.
Le 14 juin 2012 la ville fait partie des 104 municipalités situées dans les zones de contrôle intensif de la contamination : le débit prévisionnel de dose dans l'air y est supérieur à 0,23 μSv/h (équivalent à 1 mSv/an). Des plans de décontamination municipaux doivent être établies et la décontamination est mise en œuvre par chacune des municipalités. Le gouvernement leur apporte son soutien financier et technique.

## Économie

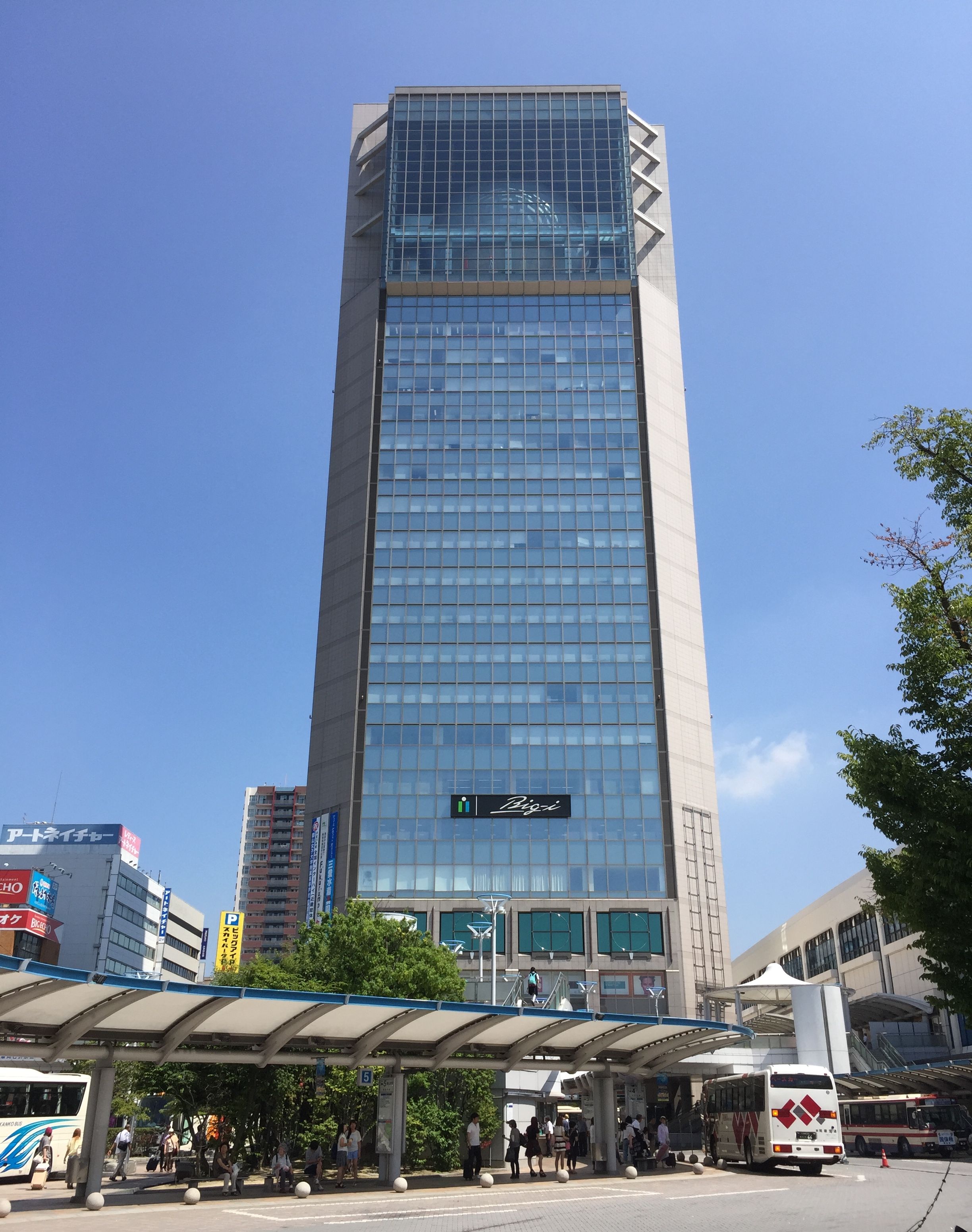
La tour Big-i.

## Transports
La ville est desservie par la ligne Shinkansen Tōhoku et les lignes classiques Tōhoku, Ban'etsu Est, Ban'etsu Ouest et Suigun. La gare de Kōriyama est la principale gare de la ville.
Du 20 décembre 1891 au 15 octobre 1914, un tramway à traction hippomobile reliait Kōriyama à Miharu.
L'autoroute du Tōhoku passe par Kōriyama.

## Personnes célèbres nées à Kōriyama
- Jōji Yuasa (1929-2024), compositeur
- Sumio Endo (né en 1950), judoka
- Takumi Nemoto (né en 1951), homme politique
- Hideo Furukawa (né en 1966), écrivain
- Haruko Sagara (née en 1968), chanteuse et actrice
- Tsutomu Nihei (né en 1971), mangaka
- Takeshi Honda (né en 1981), patineur artistique
- Karin Maruyama (1993-2015), chanteuse

## Jumelage
- Brummen (Pays-Bas)

## Pop-Culture
L'anime "Engaged to the Unidentified" (未確認で進行形 - Mikakunin de Shinkoukei) et le manga "Kimi to Pico-Pico" (きみとピコピコ) se déroulent dans cette ville. Dans ces 2 œuvres, les personnages vont au lycée Asaka (Asaka Highschool) à côté du musée d'histoire d'Asaka (Asaka History Museum (Former Fukushima Prefectural Ordinary Middle School Main Building).